# Ricardo Albarrán
Ricardo Albarrán (Buenos Aires, Argentina; ¿? - Id; 8 de julio de 1981) fue un actor argentino.

## Carrera
Exclusivo actor secundario de teatro argentino supo lucirse en las tablas de grandes obras dramáticas y revisteriles con primeras figuras como Alberto Castillo, Tita Merello, Pedro Quartucci, Héctor Ferraro, Blanquita Amaro, Fidel Pintos, entre otros. Trabajó bajo la dirección de grandes directores como fue Carlos A. Petit.
Nació el 7 de noviembre de 1913 en el departamento de Rivadavia, Provincia de Mendoza, Argentina.
Ricardo Albarrán murió el miércoles 8 de julio de 1981 por causas naturales.